# Увре де Сен-Кантен, Анж Гийом
Анж Пьер Гийом Увре де Сен-Кантен (фр. Ange Pierre Guillaume Ouvré de Saint-Quentin; 29 июня 1828, Монтобан — 1894) — французский дипломат.
Сын Пьера Луи Шарля Увре де Сен-Кантена, возглавлявшего налоговую службу департамента Эр и Луар.
Получил юридическое образование. Поступил на службу в министерство иностранных дел в 1850 году. Служил во французских дипломатических представительствах в Лиссабоне (в 1852 г.), Тунисе (1852—1855), Бухаресте (1855), Константинополе (1855—1857), Тегеране (1857—1859). Затем работал в комиссии по делимитации франко-испанской границы. Далее во французских представительствах в Штутгарте (1866—1871), Танжере (1871—1872). С 1872 г. первый секретарь посольства Франции в Перу. С апреля 1875 г. по май 1877 г. поверенный в делах Франции в Японии. В 1878 г. генеральный консул в Белграде, затем поверенный в делах в Черногории с временной резиденцией в Рагузе. С 1880 г. первый поверенный в делах Франции в Черногории, входил в международную комиссию по определению границ Черногории. Завершил дипломатическую службу в 1889—1893 гг. в качестве посла Франции в Иране.
О своём первом пребывании в Иране опубликовал отдельным изданием очерк «Заметки о путешествии к горам Эльбурс и в Мазендеран» (фр. Notes d'un voyage dans les montagnes de l'Elbourz et le Mazendhéran; 1859). Второе пребывание в этой стране дало ему материал для романа «Любовь в стране магов» (фр. Un amour au pays des mages; 1891, русский перевод И. Гриневской, 1897), в котором в беллетризованной форме рассказывается о движении и вере бабистов. В 1893 г. под общим названием «Огонь и вода» (фр. Le Feu et l'Eau) напечатал две пьесы, одна из которых была посвящена гибели балерины Эммы Ливри.
Кавалер Ордена Почётного легиона (1862).